# رواية خيال علمي

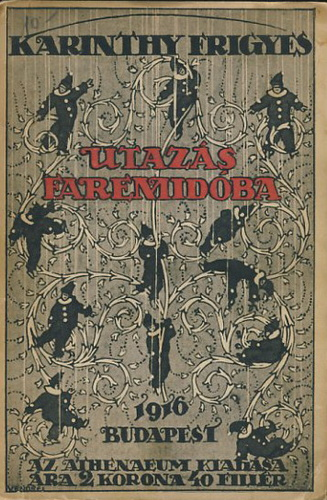
رواية رحلة إلى فاريميدو.

رواية الخيال العلمي (بالإنجليزية: science fiction novel)‏، هي أكثر أنواع الأعمال الملحمية شيوعا في أدب الخيال العلمي. وتهيمن عليها جوانب التطور التقني ورحلات الفضاء والافتراضات العلمية ، من بين أمور أخرى، ووجود كائنات كونية، وحياة خارج كوكب الأرض.